# 박현준의 팝스! 팝스!
박현준의 팝스! 팝스!는 TBN 충북교통방송(청주 FM 103.3MHz, 충주 FM 93.5MHz)에서 주말 오후 2시부터 3시 55분까지 방송되는 라디오 팝 음악 프로그램이다.

## 요일코너

### 토요일
- 재즈 카페 : 재즈와 함께하는 코너
- 퀴즈 잇슈 : 퀴즈와 함께 해요
- SML : Saturday Music Live 라이브 음악과 함께하는 시간

### 일요일
- 재즈 카페 : 재즈와 함께하는 코너
- 퀴즈 잇슈 : 퀴즈와 함께 해요
- 팝스 터치 : 팝송/팝가수에 대한 모든 TMI